# Gear Cube
El Gear Cube es un rompecabezas mecánico tridimensional inventado por el creador de rompecabezas neerlandés Oskar van Deventer, basado en una idea de Bram Cohen. El prototipo fue denominado en 2009 por Oskar como el Caution Cube (Cubo de Precaución) debido al riesgo de atascarse los dedos entre los afilados engranajes (generalmente en el speedcubing). Desde 2010 es producido por Meffert's con el nombre actual.
Este cubo tiene un sistema de engranajes que sólo permite giros de 180°. A pesar de su formidable apariencia, su solución es más sencilla que la solución del Cubo de Rubik debido a un menor número de permutaciones posibles.
Para resolver el rompecabezas, debe recuperarse la forma cúbica y cada cara debe de tener el mismo color en todas sus piezas, cómo en los cubos de Rubick usuales. 

## Mecanismo
El Gear Cube tiene un diseño completamente distinto a otros cubos debido a que la mayoría de las piezas tienen forma de engranaje. Consta de 6 piezas centrales fijas, 12 aristas y 8 vértices. Las aristas son engranajes de dos colores diferentes cada uno (dependiendo de las dos caras a las que corresponda), y los vértices unen tres caras distintas y poseen los colores de dichas caras.
El cubo solamente permite giros de 180° de las caras externas. Por cada giro, la cara intermedia adyacente, a su vez, gira 90° en el mismo sentido y sus aristas giran 60°. Por esta razón se prohíben los giros de 90°, ya que la cara intermedia gira sólo 45° y bloquea el resto del cubo hasta que se complete el giro de 180°.
Las piezas centrales son iguales a las piezas centrales del cubo de Rubik, sin embargo, en diferentes modelos del Gear Cube los colores pueden ser distintos. Por lo general, una de las caras se cambia a púrpura. Cada pieza central determina el color que tendrá cada cara. Estas piezas están conectadas por una cruz tridimensional con tornillos y resortes para mantener el resto de las piezas bien apretadas.
El total de permutaciones posibles es:
{\displaystyle 4!(4\cdot 3)^{3}=}41 472

## Plusmarca
El récord mundial (no oficial) le pertenece al japonés Kentaro Nishi (西賢太郎) con un tiempo de 2.16 segundos.

## Soluciones óptimas

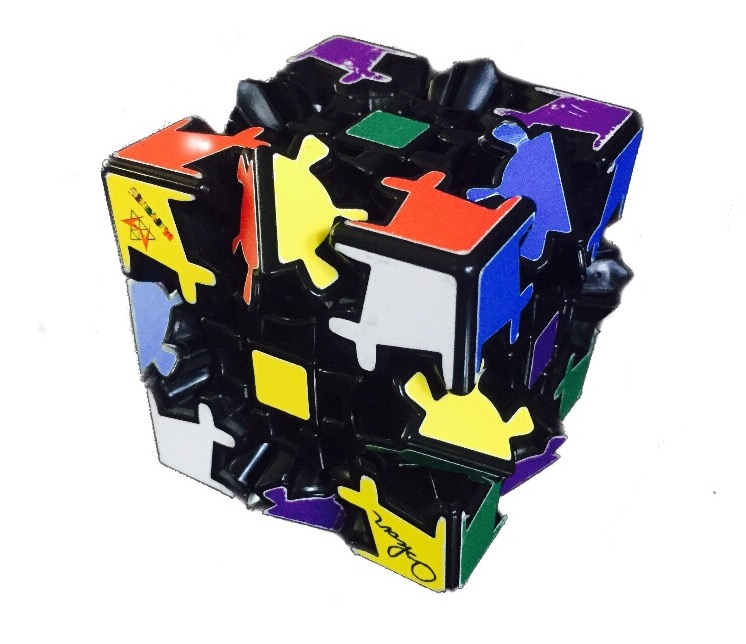
Un Gear Cube sin resolver

El máximo número de giros necesarios para resolver el Gear Cube es de 12 (giros de 180°).
| n      | p      |
| ------ | ------ |
| 0      | 1      |
| 1      | 6      |
| 2      | 30     |
| 3      | 138    |
| 4      | 606    |
| 5      | 2.100  |
| 6      | 6.041  |
| 7      | 13.452 |
| 8      | 13.278 |
| 9      | 4.992  |
| 10     | 774    |
| 11     | 48     |
| 12     | 6      |
| Total: | 41.472 |

La tabla indica el número p de permutaciones que requieren n giros para ser resueltas.

## Variaciones
Existen variaciones como el Gear Cube Extreme y el Gear Cube Ultimate, las cuales tienen algunas piezas diferentes al Gear Cube original.
También existen rompecabezas con engranajes con distintas formas o dimensiones. Por ejemplo, existe una versión tetraedro del Gear Cube llamada Gear MasterMorphix o Gear Supercube. El Gear Shift es una versión 2x2x2 del Gear Cube, y también existe un cubo 2x2x2 llamado David Gear Cube, el cual tiene todas las piezas divididas, resultando en ocho vértices y seis centros (cada uno está conformado a su vez por cuatro piezas) en forma de engranajes. Este cubo se comporta como un cubo de Rubik 2x2x2, sin embargo, girar dos vértices opuestos resulta en un giro de los ocho vértices y los seis centros.